# Danny Racchi
Danny Racchi, all'anagrafe Daniel Craig Racchi (Elland, 22 novembre 1987) è un ex calciatore inglese, di ruolo centrocampista.

## Carriera
Ha iniziato a giocare nel settore giovanile dell'Huddersfield Town all'età di 8 anni, firmando il suo primo contratto professionistico con il club nel 2006. Durante la stagione 2006-2007 viene aggregato alla prima squadra, militante nella terza divisione inglese; fa il suo esordio tra i professionisti il 31 marzo 2007 subentrando dalla panchina a John McAliskey nell'incontro di campionato pareggiato per 2-2 in casa contro il Port Vale. Nel resto della stagione gioca altre 2 partite, ed a fine anno rinnova il contratto con i Terriers per un'ulteriore stagione, nella quale gioca ulteriori 3 partite nella terza divisione inglese, restando poi svincolato. Il 28 luglio 2008 firma un contratto biennale con il Bury, club di quarta divisione; durante la stagione 2008-2009 gioca 21 partite di campionato, a cui ne aggiunge altre 22 (più una nei vittoriosi play-off) nel corso della stagione 2009-2010, conclusa con la promozione in terza divisione, e dopo la quale gli Shakers non rinnovano il suo contratto in scadenza, lasciandolo così nuovamente svincolato. Il 16 agosto 2010, dopo un positivo provino ed alcune amichevoli precampionato, si accasa al Wrexham, club gallese militante nella quinta divisione inglese, ma con un accordo senza un vero contratto professionistico; nel settembre del 2010, prima ancora di aver esordito con i Red Dragons in competizioni ufficiali, si aggrega tuttavia per un provino allo York City, altro club di quinta divisione, con cui gioca anche una partita amichevole, conclusa la quale il 18 settembre firma un contratto professionistico della durata di un mese con i Minstermen, con cui già il giorno seguente esordisce in competizioni ufficiali, venendo schierato da titolare nella vittoria casalinga per 2-0 contro l'Hayes & Yeading Utd; complice le buone prestazioni, il neoallenatore Gary Mills gli rinnova il contratto prima di un ulteriore mese e poi fino al 17 dicembre 2010, quando lascia temporaneamente il club (con cui il precedente 20 novembre aveva anche segnato il suo primo gol, con un tiro da fuori area nella partita vinta per 4-0 sul campo dei Rushden & Diamonds), a cui ri riunisce il 1º gennaio 2011 con un contratto fino a fine stagione. Tuttavia, il 7 aprile, non trovando molto spazio in campo (il totale nei vari spezzoni di contratto è infatti di 17 presenze ed una rete) rescinde consensualmente il contratto con il club.
Una volta rimasto svincolato sostiene un provino con il Kilmarnock, club della prima divisione scozzese, terminato il quale firma un contratto biennale, che viene ufficializzato il 21 giugno 2011, valevole per le stagioni 2011-2012 e 2012-2013. Il suo esordio con il club avviene il 10 settembre 2011, quando subentra dalla panchina nel secondo tempo della partita vinta per 3-2 in casa contro il Dunfermline; il suo primo gol in Scozia si fa invece attendere fino al successivo 24 dicembre, quando subentrando dalla panchina mette a segno il gol della bandiera nella sconfitta per 2-1 sul campo del Celtic. Si ripete nove giorni più tardi, quando scende in campo da titolare nella sfida casalinga contro il St. Mirren segnando una delle due reti grazie a cui la sua squadra si impone con il punteggio di 2-1. La sua prima stagione in Scozia si conclude con complessive 19 presenze e 2 reti in incontri di campionato, a cui aggiunge anche 3 presenze in Coppa di Scozia e 2 presenze in Coppa di Lega, competizione che il club vince per la prima volta nella sua storia. Nella stagione 2013-2014 inizialmente scende in campo con buona frequenza (anche se quasi sempre subentrando dalla panchina) ed il 15 settembre 2013 realizza anche la sua prima rete stagionale, nella sconfitta per 2-1 sul campo dell'Hibernian, a cui fa seguire due assist nei due successivi turni di campionato. Nella partita ancora successiva, ovvero la sconfitta per 3-1 sul campo dell'Aberdeen dell'11 ottobre, subisce un infortunio ad un ginocchio che lo tiene lontano dal campo per sette partite, fino al 23 novembre, quando torna a giocare, in una partita contro il St. Johnstone. Dopo breve tempo, a causa di una malattia ignota che si scoprirà in seguito essere una rara infezione virale (ma che inizialmente presentava dei sintomi compatibili con quelli di una leucemia) Racchi, pur allenandosi regolarmente con i compagni nonostante perdita di peso e problemi collegati alla malattia, di fatto vede le sue presenze in campo diventare sempre meno frequenti, e poco prima della fine della stagione, dopo un totale di ulteriori 16 presenze ed un gol in incontri di campionato, rescinde il contratto con il Kilmarnock per andare a giocare in Islanda al Valur con un contratto fino a fine stagione (che per il Paese nordico corrisponde con l'anno solare); qui, pur con un buon rendimento nelle partite giocate (8 presenze e 2 reti totali), va incontro a vari problemi disciplinari, restando svincolato una volta terminato il suo contratto.
Dal dicembre del 2013 al 7 gennaio 2015 il giocatore inglese rimane svincolato, pur sostenendo dei provini (tutti con esito negativo) con il Dundee (club della seconda divisione scozzese) e con il Wrexham; in questa data, firma un contratto con l'Hyde, club di Conference League North (sesta divisione inglese), con cui tuttavia nella seconda metà della stagione 2014-2015 gioca solamente 3 partite di campionato. Rimasto ancora una volta svincolato, il 31 agosto 2015 firma un contratto con l'Halifax Town, militante nella quinta divisione inglese; il 17 ottobre 2015, dopo sole 4 partite di campionato giocate, viene ceduto in sesta divisione al Tamworth, dove segna 2 gol in 5 presenze per poi il 1º dicembre chiedere di essere svincolato. Rimane senza squadra fino al 1º febbraio 2016, quando dopo un positivo provino firma un contratto fino a fine stagione con il Torquay Utd, club di quinta divisione. A Torquay gioca in totale 15 partite di campionato, dando un importante contributo al mantenimento della categoria, nonostante il quale a fine stagione non gli viene rinnovato il contratto in scadenza. A cavallo tra le stagioni 2017-2018 e 2018-2019 gioca poi complessive 16 partite di campionato in sesta divisione con l'Utd of Manchester, disputando poi ulteriori 5 incontri in questa stessa categoria sempre nella stagione 2018-2019 con la maglia del Curzon Ashton. Conclude poi la stagione in questione giocando 9 partite in Northern Premier League (settima divisione) con l'Hednesford Town. Nella stagione 2019-2020 gioca in questa stessa categoria prima con l'Ilkeston Town e poi con il Grantham Town, club di cui prima della sospensione dei campionati per via della pandemia di COVID-19 per una partita è anche allenatore ad interim. Si ritira infine l'11 gennaio 2022, dopo aver giocato per una stagione e mezzo in Northern Premier League Division One East (ottava divisione) con la maglia del Brighouse Town.

## Palmarès

### Club

#### Competizioni nazionali
- Coppa di Lega scozzese: 1

Kilmarnock: 2011-2012